# Monaco op de Olympische Zomerspelen 1948
Monaco nam deel aan de Olympische Zomerspelen 1948 in Londen, Engeland. Het was de vijfde deelname van Monaco aan de Olympische Zomerspelen.
De vier deelnemers kwamen alleen uit in de schietsport. Roger Abel en Herman Schultz namen voor de derde keer deel, de beide anderen voor de tweede keer.

## Deelnemers en resultaten
(m) = mannen, (v) = vrouwen 

### Schietsport
| Olympiër        | Discipline             | Resultaat | Prestatie                        |
| --------------- | ---------------------- | --------- | -------------------------------- |
| Roger Abel      | 50m geweer liggend (m) | 68e       | 551 punten: (91-93-96-87-96-88)  |
| Pierre Marsan   | 50m geweer liggend (m) | 52e       | 580 punten: (97-96-96-93-99-99)  |
| Michel Ravarino | 50m geweer liggend (m) | 36e       | 586 punten: (97-96-100-97-97-99) |
| Herman Schultz  | 50m pistool (m)        | 41e       | 495 punten: (84-78-80-83-81-89)  |

Afghanistan · Argentinië · Australië · België · Bermuda · Birma · Brazilië · Brits-Guiana · Canada · Ceylon · Chili · Colombia · Cuba · Denemarken · Egypte · Filipijnen · Finland · Frankrijk · Griekenland · Groot-Brittannië · Hongarije · Ierland · IJsland · India · Irak · Iran · Italië · Jamaica · Joegoslavië · Libanon · Liechtenstein · Luxemburg · Malta · Mexico · Monaco · Nederland · Nieuw-Zeeland · Noorwegen · Oostenrijk · Pakistan · Panama · Peru · Polen · Portugal · Puerto Rico · Republiek China · Singapore · Spanje · Syrië · Trinidad en Tobago · Tsjecho-Slowakije · Turkije · Uruguay · Venezuela · Verenigde Staten · Zuid-Afrika · Zuid-Korea · Zweden · Zwitserland